# マックスバリュ西日本
マックスバリュ西日本株式会社（マックスバリュにしにほん、英: MAXVALU NISHINIHON Co., Ltd.）は、かつて存在したイオングループのスーパーマーケット運営会社。本社は広島県広島市だった。
2024年（令和6年）3月1日、フジ・リテイリングとともにフジに吸収合併され解散した。

## 概要
イオングループの一員として兵庫県、中国地方および四国地方にてマックスバリュ、ザ・ビッグ、マルナカなどの小売店舗を展開していた。会社としての源流は兵庫県を拠点とする独立系のスーパーマーケットチェーンにジャスコが出資したことによる（マックスバリュ東北と同様）ものだが、広島市を拠点に展開していたイオングループの「山陽マックスバリュー」との合併や、イオングループ入り後も独立系チェーンに対してM&Aを行う、さらにはイオンリテールから店舗の譲受を行う、また同じく中四国エリアで展開していた「マルナカ」との合併や同じく中四国エリアで展開しているフジとの経営統合による子会社化など複雑な経緯をたどっている。
山陽マックスバリューに合併された株式会社みどりは、その後イオングループのフードディスカウント業態となる「ザ・ビッグ」の発祥の企業である。また、山陽マックスバリューは全国のマックスバリュ運営会社の中で最初に「マックスバリュ（マックスバリュー）」の社名を用い始めた企業で、「maxvalu.co.jp」はマックスバリュ西日本のドメインとなっている。フジに合併された後も公式ホームページは存続されており、合併以前にフジ（2022年3月から2024年2月まではフジ・リテイリング）が運営していた「フジ」ブランドの店舗とは店舗情報サイトが分けられている。
ほかのマックスバリュ運営会社との対比にて「MV西日本」と略されることが多いが、NHKラジオ第2放送での株式市況では「マックスバリュ西」と略されている。

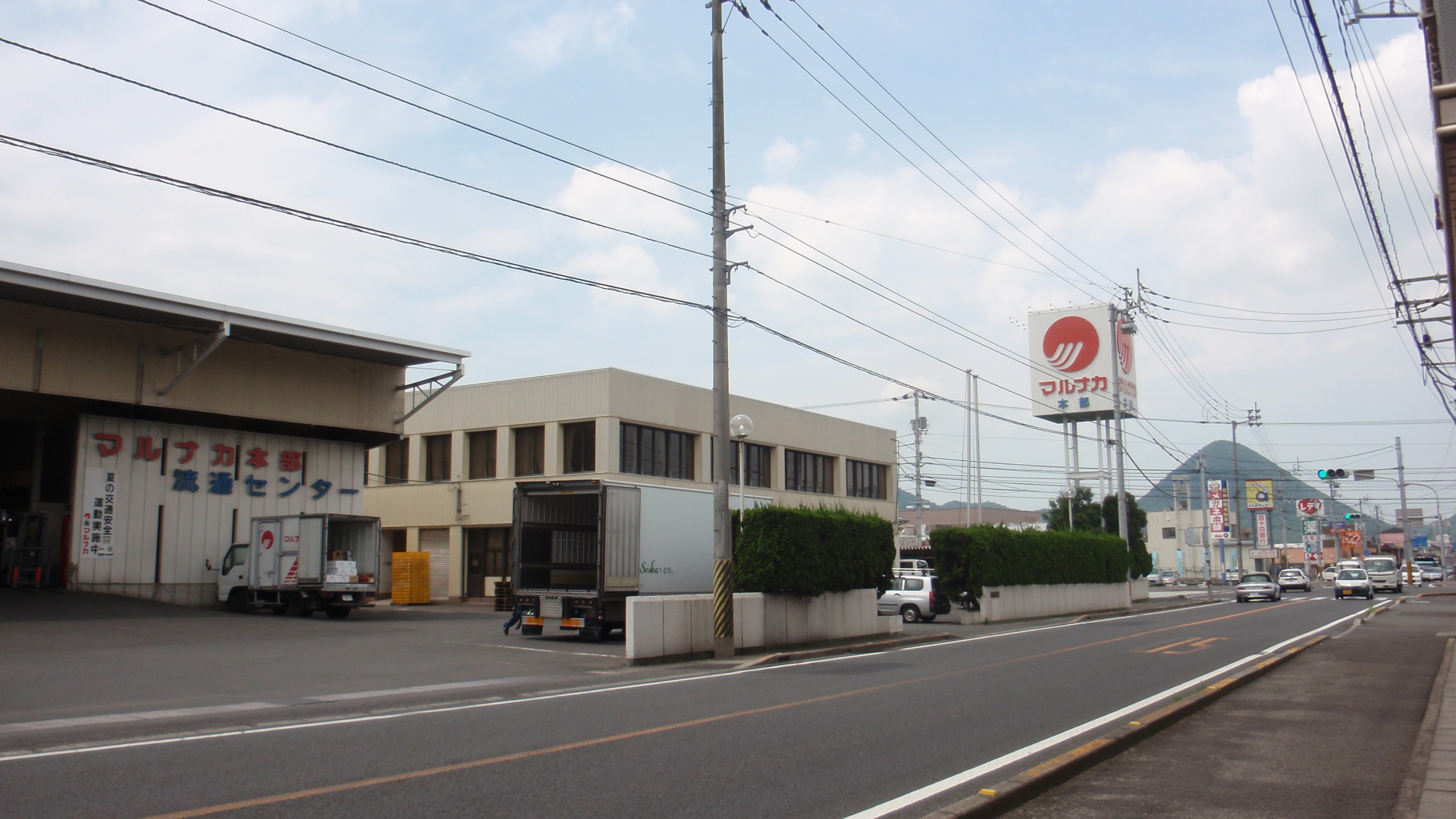
マックスバリュ西日本 四国事務所（旧・マルナカ本社）
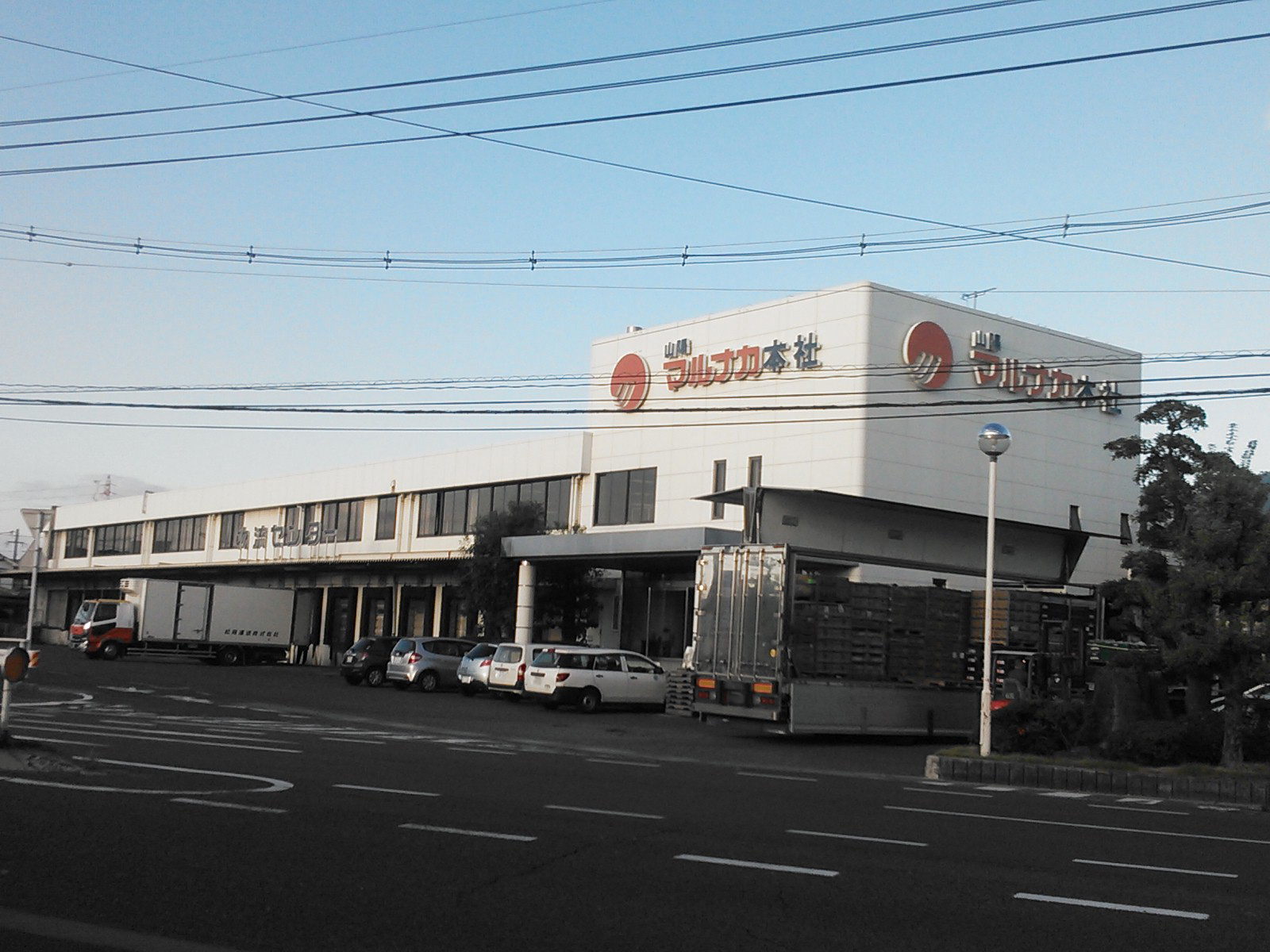
マックスバリュ西日本 岡山事務所（旧・山陽マルナカ本社）

### 広島市への本社移転
会社設立の経緯もあり、店舗数も兵庫県内が最も多かったことから、2011年10月11日まで兵庫県姫路市に本社を置いていた。しかし、姫路本社の耐震性の不安もあり2008年頃より本社移転について検討していた。
2010年9月、1年から2年以内に本社を広島市へ移転する方針である事を明らかにした。広島市への移転理由として、広島地区の発展性を考慮し決定したという。その時点では、具体的な移転先については明らかにされていなかった。2011年6月9日の広島の地元新聞紙に、同年秋頃に2011年7月18日に閉店した広島サティの建物内に本社を移転する方針を固めたと報じられた。そして、同年7月16日に開催された取締役会で、10月上旬に広島イーストビル（旧・広島サティ）5階 に本社を移転する事が決議された。
2011年10月3日、登記上の本店所在地を、兵庫事務所がある『兵庫県姫路市三左衛門堀東の町121番地』に同日付で変更。本店移転所在地名を『広島イーストビル5階』から『広島段原ショッピングセンター5階』に修正した。また、本社機能の移転日時を同月11日に修正した。その後、2012年5月15日に登記上本店所在地も広島市に移転している。
株式会社フジとの合併との際しては、マックスバリュ西日本の本社をフジの新本社として使用する事が発表されている。
なお、広島市は、元々前身会社のひとつであるみどりが本社を置いていた地であった。

### 営業時間の設定
2019年3月、業界全体で働き方改革が進められていた背景の中、従業員の待遇とサービス向上の意図で142店舗中25店舗で24時間営業を中止。営業時間をおおむね朝7-9時から夜10時までとした。しかし、営業時間を短縮した各店の売り上げが想定以上に減少するとともに、給与が減少や配置換えを理由に退職するパート従業員が続出。同年中に営業時間を朝、夜ともに1-2時間拡大する見直しを行った。

## 沿革
出退店の詳細は公式サイトを参照のこと。
- 1982年（昭和57年）
  - 3月5日 - 東京都渋谷区渋谷二丁目にコスモ薬品株式会社設立（翌月、コスモ化粧品株式会社に商号変更）。後に一時休眠会社となるが、同社がマックスバリュ西日本の法人格の源流となるため、この日を当社の設立日としている。
  - 12月 - 資本金300万円で旧事業会社を設立、兵庫県姫路市加納町に本店を設置。姫路市田寺に1号店「田寺店」を開店。翌月には本店を兵庫県姫路市北条口三丁目へ移転。
- 1984年（昭和59年）10月 - コンピュータによる生鮮食品の発注システムを導入。
- 1986年（昭和61年）
  - 4月 - POSシステムを実験的に導入（1989年3月に全店導入）。
  - 5月 - 親会社のキヤンパス株式会社がジャスコ株式会社（現・イオン）に旧事業会社株式を売却。
  - 12月 - コスモ化粧品がウェルマート株式会社に商号変更し、本店を東京都中央区日本橋本町へ移転。
- 1987年（昭和62年）
  - 1月 - 旧事業会社がキヤンパス株式会社を合併、資本金4億円となる。
  - 2月 - ウェルマート株式会社が旧事業会社を合併（いわゆる株式額面変更目的の合併）。同年4月に本店を、東京都中央区から兵庫県姫路市に移転。
  - 3月 - 大型・深夜型店舗の1号店として今宿店の営業を開始。
- 1988年（昭和63年）
  - 5月 - 商号をウエルマート株式会社に変更。兵庫県姫路市白浜町に白浜生鮮加工配送センターを建設し業務開始。
  - 9月 - 日本証券業協会に店頭登録銘柄として登録。
- 1995年（平成7年）12月 - 兵庫県姫路市東山にスーパースーパーマーケット（SSM）「マックスバリュー」1号店として東山店を開店。
- 1996年（平成8年）2月 - 株式会社主婦の店スーパーチェーンおよび小野スーパー株式会社と合併。
- 1997年（平成9年）
  - 8月 - 大阪証券取引所市場第二部に上場。
  - 12月 - 兵庫県姫路市飾磨区城南町に「新SM」1号店として英賀保店を開店。
- 1998年（平成10年）
  - 2月 - 兵庫県加古川市神野町石守に初の3,000m2型スーパーマーケット(SSM)、マックスバリュー石守店を開店。
  - 2月 - 兵庫県姫路市三左衛門堀東の町に「新CSM」店舗として北条店を改装。
  - 12月 - 兵庫県城崎郡日高町に初の2,000m2型SSM店、日高店を開店。
- 1999年（平成11年）2月 - 山陽ウエルマート株式会社と株式会社みどりの合併により山陽マックスバリュー株式会社（広島市）が発足。
- 2000年（平成12年）
  - 5月 - 商号をマックスバリュ西日本株式会社に変更。
  - 8月 - 全店、本部でISO14001の認証を取得、山陽マックスバリュー株式会社と合併。
- 2001年（平成13年）
  - 3月 - 山口県の地場スーパーである株式会社マミーと株式交換により事業統合。
  - 10月 - 岡山県下のマックスバリュ4店舗（一宮店（現・岡山一宮店）、鴨方店、連島店、児島店）をイオン株式会社より営業譲受。
  - 10月 - 本社を兵庫県姫路市北条口四丁目に移転。
- 2002年（平成14年）
  - 2月 - 株式会社マミーを合併、合併後初の1号店「マミー室積店」を開店。
  - 6月 - 兵庫県姫路市上手野のマックスバリュ御立店で初の24時間営業を開始。
  - 12月 - マミー店舗をマックスバリュ店舗へ一斉に店名変更[13]。
- 2003年（平成15年）10月 - 兵庫県加古川市に従業員に技術指導を行う別府研修センターを開所。
- 2004年（平成16年）4月 - 兵庫県西宮市に阪神エリア第1号店となるマックスバリュ西宮浜町店を開店。
- 2006年（平成18年）11月 - 愛媛県今治市に四国エリア第1号店となるマックスバリュ今治阿方店を開店。
- 2007年（平成19年）4月 - 香川県丸亀市に香川エリア第1号店となるマックスバリュ丸亀城南店を開店（2011年9月にザ・ビッグに転換）。
- 2008年（平成20年）3月 - 全店舗が電子マネー「WAON」「ICOCA / Suica」「iD」に対応。ただしICOCA/Suica決済は四国地区の店舗は非対応。（2023年現在は対応している）
- 2009年（平成21年）
  - 9月 - 香川県下の寒川・多度津両ショッピングセンターをイオンリテールから営業譲受[14][15]。
  - 10月 - 兵庫県神戸市西区伊川谷町のウエルマート赤羽店を、ミニスーパー「B-PRiCE」（ビープライス）としてリニューアルオープン（現在は閉店）。
- 2010年（平成22年）
  - 4月 - 広島県広島市に当社では第1号店となるマックスバリュエクスプレス広島駅北口店を開店。
  - 10月 - 岡山県倉敷市のジャスコ倉敷店内にザ・ビッグ倉敷店を開店（ジャスコ倉敷店のフロアについては2011年3月1日にザ・ビッグ倉敷笹沖店に転換。運営は引き続きイオンリテールが行う）。後述のように2016年5月31日に一度閉店し、2017年4月22日に当社単独で運営する新店舗が開業。
- 2011年（平成23年）
  - 2月 - 兵庫県姫路市にマックスバリュの新業態であるマックスバリュグランドロックシティ姫路店をオープン。当店より「AEON MaxValu」表記の店舗ブランドロゴとなる（"GRAND"は"MaxValu"の真下に配置、店舗出入り口の大看板はスペースの関係上、「AEON」ロゴが"GRAND"の下に配置される）。なお、2017年7月29日に「マックスバリュグランド」から「マックスバリュ」に呼称変更された。
  - 10月3日 - 登記上の本店所在地を兵庫事務所がある兵庫県姫路市三左衛門堀東の町121番地に変更する。
  - 10月11日 - 広島段原ショッピングセンター（旧・広島サティ、2011年9月21日にマックスバリュに転換）5Fに本社を移転。
- 2012年（平成24年）5月15日 - 株主総会での決議により、登記上本店を同日付けで広島市に移転。
- 2013年（平成25年）
  - 2月7日 - イオングループ中国本社の中枢企業である永旺（中国）投資有限公司（イオンチャイナ）及び青島永旺東泰商業有限公司（青島イオン東泰）との合弁により、山東省青島市に永旺美思佰楽（青島）商業有限公司（イオンマックスバリュ青島）を設立[16]。
  - 7月16日 - 大阪証券取引所と東京証券取引所の現物株市場統合に伴い、東京証券取引所市場第二部に上場。
- 2016年（平成28年）2月27日 - 兵庫県相生市のウエルマート相生店が「マックスバリュエクスプレス」に屋号変更して改装オープン。これにより、長らく使用してきた「ウエルマート」の屋号が消滅し、「マックスバリュエクスプレス」への移行・統合を完了[17]。
- 2018年（平成30年）
  - 1月24日 - イオン、オムロン ソーシアルソリューション、寺岡精工と共同で、マックスバリュ宮西店にセルフスキャンシステム「マイピ」を導入（決済方法は選択可能だが、サービス利用の際は「イオンカード」の提示が必要だった）[18][19]。
  - 7月20日 - 連結子会社の永旺美思佰楽（青島）商業有限公司の解散、並びに清算手続を行うことを発表[20]。
  - 10月1日 - 株式会社広電ストアが運営していた「マダムジョイ」5店舗の運営と移動販売車による販売事業を譲受（譲受に先立ち「マダムジョイ」5店舗は同年9月26日に閉店）。譲り受けた店舗は改装が行われ、同年10月16日に2店舗、同年10月23日に3店舗が「マックスバリュ」へ屋号変更の上順次開店する[21]。
- 2019年（平成31年/令和元年）
  - 3月1日 - 株式交換により、グループ会社の株式会社マルナカ及び株式会社山陽マルナカを完全子会社化するとともに、兵庫県内の「マックスバリュ」8店舗を会社分割によりグループ会社の株式会社光洋へ継承[22]。
  - 5月23日 - イオンとフジの資本・業務提携に伴う中四国エリアにおけるドミナント戦略の観点から、フジが買付けにより2位の株主になる[23]。
  - 5月25日 - 鳥取県境港市にザ・ビッグ境港店をオープンし、山陰地方に進出[24]。
- 2020年（令和2年）
  - 3月27日 - 2019年2月に閉店したレッドキャベツ小月店のテナントビルを引き継ぎ、マックスバリュ小月店をオープン[25]。
  - 兵庫県姫路市のマックスバリュ技術研修センターが旧町坪店から旧英賀保店に移転（旧町坪店は解体）。
- 2021年（令和3年）
  - 3月1日- 株式会社マルナカ及び株式会社山陽マルナカを吸収合併[26][27]。
  - 4月5日 - 当社初となる社外の無人店舗を広島県の学校法人上野学園 広島美容専門学校内にオープン[28]。
  - 4月23日 - セルフスキャンシステム「My-Piスキャン」を広島県へ拡大し、マックスバリュ段原店へ導入（同年4月27日にはザ・ビッグ安子市店へも導入）[29]。
  - 6月15日 - 「My-Piスキャン」を四国エリアへ拡大し、徳島県のザ・ビッグ鴨嶋店へ導入[30]。
  - 6月25日 - 愛媛県松山市にマルナカ若草店をオープン[31]。当社初となる「マルナカ」での新規店舗となる。
  - 9月1日 - 愛媛県松山市に本社を置き、2018年にイオンの資本を受け入れている同業のフジとの間で経営統合に向けた基本合意を締結したと発表[32]。
  - 10月2日 - 「My-Piスキャン」を香川県へ拡大し、この日リニューアルオープンしたマルナカ栗林南店へ導入（マルナカ店舗への導入も初）[33]。
  - 10月9日 - 出雲市にマックスバリュ川跡店、松江市にザ・ビッグ東出雲店の2店舗を同時にオープンし、中四国エリアで唯一未出店だった島根県へ進出（なお、両店舗共にセルフスキャンシステム「My-Piスキャン」を導入(マックスバリュ川跡店はオープン日より、ザ・ビッグ東出雲店は同年10月26日に順次導入)）[34]。
  - 11月2日 - 「My-Piスキャン」を山口県へ拡大し、ザ・ビッグ周東店へ導入[35]。
  - 11月19日 - 「My-Piスキャン」を高知県へ拡大し、マルナカ南国店へ導入[36]。
  - 12月10日 - 「My-Piスキャン」を岡山県へ拡大し、同年12月4日に建て替えにより新装開店したマルナカ灘崎店へ導入[37]。
  - 12月6日 - フジとの間で経営統合・株式交換・吸収分割の各契約を締結したことを発表。経営統合の方式も発表された[38]。
- 2022年（令和4年）
  - 3月1日 - 株式交換によりフジの完全子会社となる[39]。
  - 3月7日 - 当社の営業エリアである中四国及び兵庫県の旬の特産品や地元の逸品などを取り扱う「マックスバリュ西日本 オンラインストア」を開設[40]。
  - 3月24日 - 2021年9月から開始しているイオングループのスマートフォン向けトータルアプリ「iAEON（アイイオン）」の付随サービスであるスマートフォン決済サービス「AEON Pay（イオンペイ）」を導入[41]。
  - 4月29日 - 岡山県真庭市のマルナカ北房店を拠点とした移動販売を開始。今回からグループ会社のフジ・リテイリングが運営する移動スーパーのキャラクター「おまかせくん」を当社でも共同で利用することとなり、名称は「マルナカおまかせくん」となる[42]。
  - 6月18日 - 鳥取県米子市のJU米子タカシマヤの地下1階に鳥取県での「マックスバリュ」1号店となるマックスバリュJU米子髙島屋店をオープン。当社が路面店を除くイオングループ外の商業施設へ出店するのも初となる（なお、セルフスキャンシステム「My-Piスキャン」が鳥取県へ拡大し、オープン時より導入される）[43][44]。
  - 10月8日 - 香川県まんのう町に当社初となる再生可能エネルギー100％使用の店舗「マルナカまんのう公文店」をオープン[45]。
  - 11月4日 - 広島県廿日市市の浅原地区にある浅原交流会館内に当社で初となる移動販売連携型の無人店舗「無人店舗 おまかせくん 浅原交流会館店」をオープン。店頭には保存期間が長い食料品（調味料、冷蔵・冷凍食品、菓子等）や日用品を常時品揃えし、移動販売車が鮮魚や果物などの保存期間が短い生鮮品の販売を行うとともに、無人店舗への商品補充も行われる[46]。
  - 11月1日 - フジ・リテイリングとの株主優待割引券の相互利用が開始され、当社の「株主様ご優待券」をフジ・リテイリングが運営する「フジ」の直営売場での利用及びフジが発行する「株主優待割引券」の当社直営売場での利用が可能となる（ただし、フジの「株主優待割引券」は有効期限が2023.5.31の分から利用可能となる）[47]。
  - 12月9日 - イオングループのスマートフォン向けトータルアプリ「iAEON」の当社での本格利用を開始（従前から提供されていた「My-Piアプリ」は「iAEON」への移行に伴い、2023年5月31日をもって終了予定）[48]。
- 2023年（令和5年）
  - 1月13日 - イオングループで初となる小型商用の電気自動車を移動販売車として導入し、マックスバリュ広東店を拠点とした「おまかせくん」として実証運用を開始することを発表[49]。
  - 2月21日 - 徳島県と「食品ロス削減の推進に向けた取組みに関する協定」を締結[50]。
  - 4月27日 - 上述の協定に基づき、徳島県内の「マルナカ」17店舗と「ザ・ビッグ」3店舗の計20店舗において、フードバンク活動の実施と常設のフードドライブコーナーを設置（この取り組みはフジ・リテイリングと共同で行われており、同社が運営するフジ中吉野店とフジグラン3店舗(阿南・石井・北島)にも常設のフードドライブコーナーが設置される）[51]。
  - 11月22日 - 株式会社フジ、株式会社フジ・リテイリングと合併する事を正式発表。存続会社は株式会社フジ。フジは本社を愛媛県松山市から広島県広島市に移転し、マックスバリュ西日本の本社社屋を継承する事も発表された[11]。
- 2024年（令和6年）
  - 3月1日 - 株式会社フジ・リテイリングとともに株式会社フジに合併し、解散。運営店舗および本社社屋はフジに承継された。

## 店舗ブランド

### スーパーマーケット（SM・SSM）
マックスバリュ、マックスバリュエクスプレス

マックスバリュはイオングループが全国並びに海外に展開しているスーパーマーケット。
店舗面積2000m2以上のスーパー・スーパーマーケット(SSM)店舗と、店舗面積1000m2規模のスーパーマーケット(SM)店舗が存在する。
スーパーマーケット（SM）に分類される店舗のうち特にコンパクトサイズの都市型店舗には「マックスバリュエクスプレス」の呼称を与えている。同名の店舗はマックスバリュ関東（旧イオンリテール）が2009年から展開した店舗に引き続くもの。
かつては従来のマックスバリュから一層の品揃えを強化した大型店舗「マックスバリュグランド」も兵庫県に1店舗展開していたが、2017年7月29日に通常の「マックスバリュ」に転換されたため、当社運営の店舗は存在しなくなった。
当社は法人格消滅時点で中国地方と香川県・愛媛県・兵庫県の8県に展開していた。
なお、兵庫県の店舗のうち、北区と西区を除く神戸市及び尼崎市・西宮市の店舗は光洋が運営している。
マルナカ、マルナカマール

マルナカおよび山陽マルナカから継承したスーパーマーケット。香川県を地盤とし、四国地方および兵庫県・岡山県・広島県に展開している。
なお、大阪府・奈良県および兵庫県の一部店舗（西宮店・新在家店）は2019年3月1日に山陽マルナカから運営を承継したダイエーが運営していたが、2021年12月1日にダイエー運営の「マルナカ」は屋号を「ダイエー」に変更した（そのため、マックスバリュ西日本としては大阪府・奈良市に店舗を展開したことは無い）。
マルナカマールは早朝・深夜営業とストリートカフェ（イートイン）のシステムを取り入れ、冷凍・惣菜等の少人数世帯向け商品に特化させた品揃えを持つ、コンビニエンスストアを意識した小型スーパーマーケット業態で、マルナカが2014年から展開していたが、法人格消滅時点では牟礼店の1店舗のみであった。

### ディスカウントストア（DS）

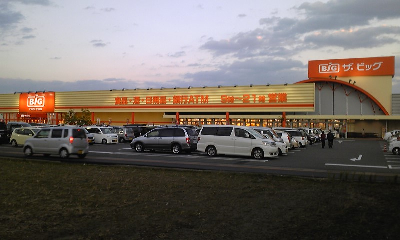
ザ・ビッグ上板店（旧メガマート跡地）

ザ・ビッグ、ザ・ビッグエクストラ

ザ・ビッグは衣食住全般を扱う日用品メインのディスカウントストア。衣料品では実用衣料、食品では生鮮食品が主力となっており、スーパーセンターよりは小規模な店舗として、マックスバリュ西日本ではこの店舗形態自体を「ビッグ (BIG)」と称している（イオングループにおける元々のディスカウントストアブランドであるメガマートとの棲み分けの意味もある）。
これまでは旧・みどりから続く当社の独自店舗ブランドで、マックスバリュ西日本移行後はマックスバリュへの業態転換などで店舗数が減少傾向であったが、後に消費傾向の変化もあって逆にザ・ビッグの店舗展開が進んでおり、2008年から他のイオングループ運営会社でもジャスコ・マックスバリュ・メガマートなどの業態転換により同名の店舗展開を開始している。当社でもその流れで、旧・みどりからの展開エリアである広島県・山口県に加え、2009年6月に平島店のオープンに伴って岡山県へ進出したのを皮切りに、同年10月には北島店のオープンに伴って徳島県へ（同時に四国地区初進出）、同年12月には寒川店のオープンに伴って香川県へ、2010年9月には松神子店のオープンに伴って愛媛県へ、2012年10月にエクストラ氷上店のオープンに伴って兵庫県へ、2019年5月に境港店のオープンに伴って鳥取県へ、2021年10月に東出雲店のオープンに伴って島根県へ順次進出した。
なお、2010年9月に開店した国分寺店は当初マックスバリュとして計画されていたものを完成間際にザ・ビッグに変更したため、売場面積が狭く、衣料品・家庭用品は全く取り扱っておらず、日用品も1列しかない。
岡山県の倉敷店は元々、2010年10月にイオンリテールが運営していた「ジャスコ倉敷店」の1階食品フロア内に開業。その後、2011年3月に「ジャスコ倉敷店」を倉敷笹沖店に業態転換したことで、2つの運営会社による特殊形態の店舗となったが、店舗の老朽化による全面建て替えの為2016年5月31日に一旦閉店。休業に伴う措置として、同年6月15日に店舗南側の駐車場に食料品を中心とした小型の仮店舗が設けられ、2017年3月31日まで営業。その後、同年4月22日に新店舗がオープンし、当社運営に統一した。
徳島県では、当時のジャスコが核テナントだった徳島リバーシティ閉店後、マルナカがイオングループ入りするまでは、ショッピングセンター業態による店舗は、ザ・ビッグ2店舗が残るのみであった（ともにイオンタウン（旧ロック開発）によるショッピングセンターに核テナントとして入居しており、かつマックスバリュから業態転換した店舗であることが共通している）。
従来のザ・ビッグから一層の品揃えを強化した大型店舗には「ザ・ビッグエクストラ」の呼称を与えている（元々はイオンビッグ（旧イオンリテール）が単体で運営していた店舗ブランドだったが、新規店舗であるエクストラ萩店の開業により当社でも事業展開を開始）。
兵庫県ではマックスバリュの場合とは異なり、法人格消滅時点では当社のみの単独出店でエリア混在はなかった（イオンビッグが兵庫県内に出店していないことや、光洋では「ザ・ビッグ」を展開していないことによる）。

### ショッピングセンター（SC）
イオンタウンショッピングセンター、イオンショッピングセンター
マックスバリュ西日本は2003年以降、ホームセンターナフコなどと共同でネイバーフット型のオープンモールショッピングセンターの展開を行っている。基本的に「イオンタウンショッピングセンター」の名称を用いているが、2003年9月から2008年2月までは「イオンショッピングセンター」の名称を用いていた（原則として開店順に列挙）。
- イオンタウン佐用ショッピングセンター（兵庫県佐用郡佐用町）
- イオンタウン加古川西ショッピングセンター（兵庫県加古川市）
- イオンタウン相生ショッピングセンター（兵庫県相生市）
- イオンタウン一宮ショッピングセンター（岡山県岡山市北区）
当初、メガマート一宮店棟のみで開業し、その後マックスバリュー一宮店（後のマックスバリュ岡山一宮店）棟を敷地内に併設。メガマート一宮店は2010年8月、完全閉店。マックスバリュ岡山一宮店も2011年10月23日、閉店。
旧メガマート棟を全館改装してザ・ビッグ岡山一宮店が2011年11月23日に開業。旧マックスバリュ棟には、ホームセンタータイムが2012年2月開業[59]。メガマートとマックスバリュが存在していた頃には、メガマートにケンタッキーフライドチキン、マックスバリュに地元業者のクリーニング店と備前市の和菓子店とマクドナルドがテナントとして入店し、駐車場内に別棟でauショップがあった時期も存在する。クリーニング店だけは現在もザ・ビッグ内にて営業中。
- イオンタウン鴨方ショッピングセンター（岡山県浅口市）
- イオン本郷ショッピングセンター（広島県三原市） - 2003年12月12日開業
- イオン宮西ショッピングセンター（兵庫県姫路市） - 2003年12月16日開業
- イオン小野田ショッピングセンター（山口県山陽小野田市） - 2004年7月15日開業
- イオン柳井ショッピングセンター（山口県柳井市） - 2004年10月5日開業
- イオン西脇寺内ショッピングセンター（兵庫県西脇市） - 2004年12月8日開業
- イオン下松山田ショッピングセンター（山口県下松市） - 2005年6月10日開業
- イオン長府ショッピングセンター（山口県下関市） - 2005年6月14日開業
- イオン上郡ショッピングセンター（兵庫県赤穂郡上郡町） - 2006年3月2日開業
- イオン西風新都ショッピングセンター（広島県広島市安佐南区） - 2006年3月2日開業
- イオン今治阿方ショッピングセンター（愛媛県今治市） - 2006年11月21日開業
- イオン高屋ショッピングセンター（広島県東広島市） - 2007年9月6日開業
- イオン柳井新庄ショッピングセンター（山口県柳井市） - 2007年11月2日開業
- イオン大久保西ショッピングセンター（兵庫県明石市） - 2007年11月29日開業
- イオン長田南ショッピングセンター（兵庫県神戸市長田区） - 2008年2月7日開業

※マックスバリュ長田南店は2019年3月1日より光洋が運営。
- イオンタウン水島ショッピングセンター（岡山県倉敷市） - 2008年6月25日開業
- イオンタウン厚狭ショッピングセンター（山口県山陽小野田市） - 2008年9月10日開業
- イオンタウン姫路別所ショッピングセンター（兵庫県姫路市） - 2008年10月17日開業
- イオンタウン観音寺ショッピングセンター（香川県観音寺市） - 2008年11月21日開業
- イオンタウン野口ショッピングセンター（兵庫県加古川市） - 2009年1月29日開業
- イオンタウン寒川ショッピングセンター（香川県さぬき市） - 2009年9月21日継承（イオンリテールから事業譲渡）
- イオンタウン多度津ショッピングセンター（香川県仲多度郡多度津町） - 2009年9月21日継承（イオンリテールから事業譲渡）
- イオンタウン神河ショッピングセンター（兵庫県神崎郡神河町） - 2009年11月10日開業
- イオンタウン東加古川ショッピングセンター（兵庫県加古川市）- 2010年4月1日開業
- イオンタウン国分寺ショッピングセンター（香川県高松市） - 2010年9月16日開業
- イオンタウン氷上ショッピングセンター（兵庫県丹波市）- 2012年10月18日開業

マルナカスーパーセンター、マルナカパワーシティ
マルナカから継承したブランド。マルナカを核店舗とするネイバーフット型のエンクローズドモールショッピングセンター。当社ではマルナカスーパーセンター1店舗、マルナカパワーシティ6店舗を運営していた。
- マルナカスーパーセンター宇多津町（香川県綾歌郡宇多津町）
- マルナカパワーシティ善通寺店（香川県善通寺市）
- マルナカパワーシティレインボー店（香川県高松市）
- マルナカパワーシティ屋島店（香川県高松市）
- マルナカパワーシティ丸亀店（香川県丸亀市）
- マルナカパワーシティ鳴門店（徳島県鳴門市）
- マルナカパワーシティ鴨島店（徳島県吉野川市）

## 店舗

### 閉店店舗
法人格消滅前の2024年2月29日以前に閉鎖した店舗について述べる。ただし、当社運営のまま業態転換した店舗（「マックスバリュ」→「ザ・ビッグ」等）は含まない。また、「マルナカ」ブランドの店舗については当社がマルナカ・山陽マルナカから運営を継承した2021年3月1日以降の閉鎖店舗のみ記載し、それ以前の閉鎖店舗はマルナカ (チェーンストア)#過去に存在した店舗を参照。
- マックスバリュ高瀬店（香川県三豊市）- 2020年8月30日閉店
同市内でイオンリテールが運営していたマックスバリュ豊中店の後継店舗として開業。
閉店後、同年9月11日に子会社のマルナカが高瀬店（旧店舗の営業最終日は同年9月6日）を移転開業。マルナカ高瀬店はマルナカのMV西日本への合併に伴い、2021年3月1日付で当社の運営となる。
- マルナカ三本松店（香川県東かがわ市）- 2022年8月21日閉店
- マルナカ神田店（高知県高知市）- 2022年8月21日閉店
- マルナカ丸亀店（香川県丸亀市）- 2022年9月30日閉店
建て替え後、店名を変更し「マルナカ中府店」として2023年10月20日に再オープン[60]。
- マルナカ三島店（愛媛県四国中央市）- 2022年12月31日閉店
- マルナカ中村一条店（高知県四万十市）- 2022年12月31日閉店
- マルナカ香西店（香川県高松市）- 2023年2月28日閉店
- マルナカ物部店（兵庫県洲本市）- 2024年1月14日閉店
建て替え後、店名を変更し「マルナカ洲本物部店」として2024年11月15日に再オープン[61]。。
- マルナカ志度店（香川県さぬき市）- 2024年1月14日閉店
  - 建て替え後、新店舗が2024年11月22日に再オープン予定。
- ザ・ビッグ倉敷店（初代店舗、岡山県倉敷市） - 2016年5月31日閉店
上記のようにジャスコ倉敷店の食品売場を改装してオープン。2011年3月1日に残りのフロアがイオンリテール運営のザ・ビッグ倉敷笹沖店となる。
建て替え後、2017年4月22日に当社単独運営の2代目店舗がオープン。
- ザ・ビッグ岩国店（初代店舗、山口県岩国市） - 2017年2月28日閉店
「ザ・ビッグ」業態の1号店で、旧みどり店舗。
建て替え後、2017年11月11日に2代目店舗がオープン。
- ザ・ビッグ安岡店（山口県下関市）- 2020年9月30日閉店
2013年9月20日に閉店したイオン安岡店（閉店当時イオンリテール運営、詳細はイオン (店舗ブランド)#閉店した店舗を参照）を継承し、2013年11月14日に開業。
2020年10月17日に「ザ・ビッグ綾羅木店」（旧「Mr.Max綾羅木ショッピングセンター」跡に出店）として移転する事に伴い閉店。店舗は解体され、跡地にニトリ下関安岡店が2024年4月19日に開業した。
- イオン福山一文字ショッピングセンター（広島県福山市）- 2006年1月20日閉店
1998年11月6日開業。当初は旧・みどりが「ザ・ビッグ一文字店」として出店予定であったが、マックスバリュとメガマートを核としたパワーセンター形式に変更された[62][63]。
マックスバリュ福山一文字店が2005年7月に閉店後、メガマート福山一文字店を含む残りの全店舗が2006年1月20日に閉店。建物は全て解体され、跡地に福山コロナワールドが開業。
- イオン新市ショッピングセンター（広島県福山市）- 2023年9月3日閉店
2003年9月23日開業。開業当初の核店舗であったマックスバリュ新市店は、2005年7月26日にザ・ビッグに業態転換している[64]。
2023年8月20日に核店舗のザ・ビッグ新市店が閉店[64]。同年9月3日に入居していたホームセンターナフコ新市店も閉店し、ショッピングセンターが完全閉店した。
跡地はホームセンターコーナン新市店が2023年12月13日に開業（ザ・ビッグとナフコの両方の店舗跡を使用している）。

### 出店を断念した店舗
- イオン南淡路ショッピングセンター、マックスバリュ南淡路店（兵庫県三原郡南淡町、現・南あわじ市）
ジャスコ株式会社が運営していた時代に計画されていた店舗。豊中・寒川・多度津と同様に、メガマートとマックスバリュを核とするネイバーフッド型ショッピングセンターとして1994年（平成6年）に開業する予定であった[65]。

## 関連会社
- 永旺美思佰楽（青島）商業有限公司（イオンマックスバリュ青島）